# برنهام، باکینگهام‌شر
برنهام (به انگلیسی: Burnham) یک روستا و محله مدنی در بریتانیا است که در ساوت‌باکس واقع شده‌است. برنهام ۱۹٫۸۴ کیلومتر مربع مساحت و ۱۱٬۶۳۰ نفر جمعیت دارد.